# Rise of the Hero
Rise of the Hero är det tyska power metal-bandet Iron Saviors åttonde album. Det släpptes 2014 av skivbolaget AFM Records. Skivan utkom även i Japan.

## Låtlista
1. "Ascendence" (instrumental) – 1:28
2. "Last Hero" – 5:00
3. "Revenge of the Bride" – 4:35
4. "From Far Beyond Time" – 5:17
5. "Burning Heart" – 4:39
6. "Thunder from the Mountains" – 5:08
7. "Iron Warrior" – 4:41
8. "Dragon King" – 5:43
9. "Dance with Somebody" (Mando Diao-cover) – 3:55
10. "Firestorm" – 4:58
11. "The Demon" – 5:02
12. "Fistraiser" – 4:40

Bonusspår på japanska utgåvan
1. "I've Been to Hell (re-recorded)" – 4:05
2. "Mind over Matter (re-recorded)" – 5:36

## Medverkande
Musiker
- Piet Sielck – sång, gitarr
- Joachim "Piesel" Küstner – gitarr, sång
- Jan-Sören Eckert - elbas, sång
- Thomas Nack – trummor

Produktion
- Piet Sielck – producent, mixning, mastering
- Jan Rubach – trumtekniker
- Annabell Ganske – fotografi
- Felipe Machado Franco – omslagskonst, design